# Hinamacuri

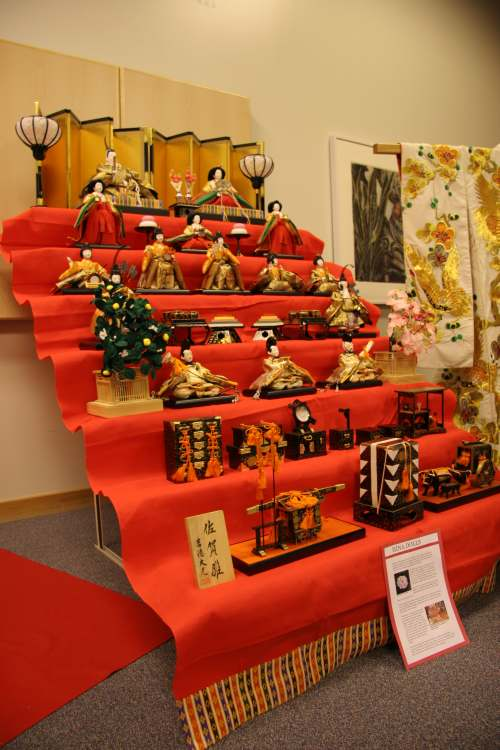
Hinamacuri babaállvány

A Hinamacuri, amit babák napjaként vagy lányok napjaként is említenek, egy különleges nap Japánban, amit minden év március 3-án ünnepelnek. Különböző, lépcsőzetesen felállított állványokat takarnak le piros szőnyeggel és babákat raknak rájuk, amelyek a császárt, a császárnét, a kísérőiket és a zenészeiket ábrázolják, Heian-kori ruhákba öltözve.

## Eredete
A babák közszemlére tételének eredete egészen a Heian-korig nyúlik vissza. A kínai hiedelem szerint a bűn és a szerencsétlenség átvihető egy babába. Ahhoz, hogy a test megszabaduljon ezektől az ártó dolgoktól, folyóba kell taszítani a babát. Japán némely területein még manapság is úsztatnak le babákat a folyókon. Ez a szokás úgy ismert, mint a Hina okuri, nagasi bina vagy Hina nagasi. A babákat február közepétől közszemlére teszik, és ahogy a Valentin-napi csokoládék árasztják el a boltokat, ezek mellett már nagyon sok aranyos pici dekorációt és édességet lehet kapni a közelgő Hinamacurira is. Manapság már úgy módosult ez a hagyomány, hogy a babákat ugyan leúsztatják a folyón, de utána kiveszik őket belőle és visszaviszik a szentélyekhez és elégetik őket. Ez többek között a környezetszennyezés megakadályozása miatt van és mert a halászok kifogják a babákat a hálóikkal.
A Hinamacuri ünnep hagyományos színe a fehér, zöld és a rózsaszín (vagy piros). A fehér a tisztaságé, a zöld az egészségé a piros, vagy rózsaszín pedig előzi az ártó szellemeket. Az ételek szempontjából csak az számít fontosnak, hogy e fent említett színekben pompázzanak. Hisimocsi a rombusz alakú rizstorta ebben a három színben pompázva. A szakuramocsi (babpasztával töltött, rizstorta cseresznyelevelekkel) szintén kedvelt és fogyasztott étel ilyenkor. Nemcsak a mocsi, de csirasizusi (különleges fajtájú szusi) és a hina-arare, ami rizstorta kockácskák. Vannak, akik sirozakét (erjesztett rizsből készített édes, fehér szakét) isznak hozzá. Ismert étel még az usiodzsiru (leves kagylóhéjjal). A kagylóhéj az összetartozó emberpár szimbóluma, amit azért szokás feltálalni, hogy ezzel jelezzék, reménykednek benne, hogy gyermekük megfelelő férjet talál magának a jövőben.
A családok általában február közepétől teszik díszszemlére a babákat, és az ünnep elmúltával le is veszik őket. Azt tartja a mondás, hogy ha március 4. után is kint közszemlén vannak a babák, akkor az késői házasságot hoz a lánygyermeknek.

## Elhelyezés
Hina babát csak azok a családok tesznek ki közszemlére, akiknek leány gyermekük van. Általánosan egy egész készletet lehet felhalmozni, mivel generációról generációra mindig ráhagyják a babát a következő leánygyermekre. Általában a szülők vagy a nagyszülők vesznek babát a gyermek első Hinamacuri ünnepére. Van egy babona, amely szerint ha a leánygyermek Hina babáját nem teszik közszemlére március harmadikán, akkor az a leány csak nagyon nehezen talál férjet magának.
Az állványt, amire kerül, japánul hina dannak nevezik. A piros szőnyeg, színes csíkokkal az alján, amivel az állványt takarják le, pedig dankake vagy hi-moszen. Területtől függően a babák elrendezése balról jobbra különböző lehet, de a szintenkénti elrendezés viszont megegyezik.

### Első szint
A legfelső szinten lehet megtalálni a császári babákat („dairibina”). Ezek egy botot tartó császárt és egy kezeiben legyezőt tartó császárnőt ábrázolnak. A császárnő-baba nem csupán kimonót visel, de egy „Dzsúni-hitoe” névre hallgató ünnepi tizenkét réteges kötelet is. A császári család még napjainkban is visel ilyet esküvői szertartások alkalmával. Hagyományosan a császár van a néző szemszögéből jobb oldalon, de időközben már átkerült a bal oldalra. A babákat általában egy arany színű paraván (bjóbu) elé teszik, amik nagyon népszerű dekorációk Japánban. Általában a babák mellett feltüntetik azt is, hogy melyik állatövben van az adott év, illetve találhatóak még gyertyatartók (bonbori) is szilvavirággal és cseresznyevirággal díszítve, ami a tavaszi időszakot szimbolizálja. Egyedül különböző szetteken megtalálhatók még egyéb kiegészítő dekorációk is. Vázába rakott őszibarack ágakat láthatunk a császár és a császárné között. Mindezek mellett szintén nagyon gyakori még japán kerti fácskákkal díszíteni, ezeket viszont bárhová lehet rakni nem csak a felső szintre. Itt is megkülönböztetnek két fajta fát: mandarin narancsfa (ukon no tacsibana) és cseresznyefa (szakon no szakura). Utóbbit barackfa ággal is helyettesíthetik (kucsibana) ugyanis a Hinamacuri időszak a barackfa virágzás időszaka. 

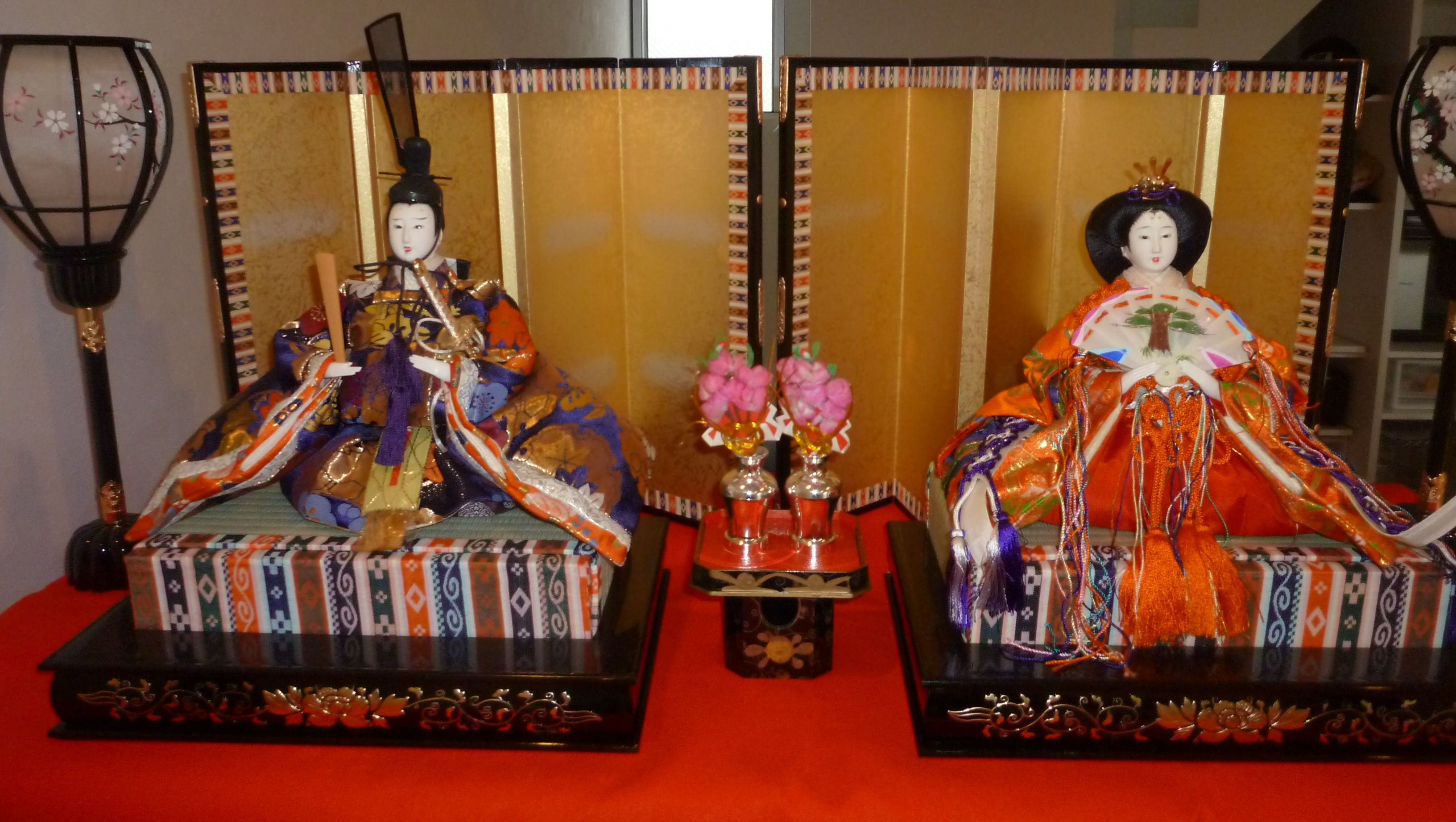
A császárt és a császárnét ábrázoló babák, mögöttük az arany színű bjóbu

### Második szint
Ez a három udvarhölgy (szannin kandzso) szintje, akik szaké felszerelést tartanak. Közöttük kerek asztalkákon, az időszaknak megfelelő édességeket lehet megtalálni. Balról jobbra a néző szemszögéből:
- Kuvae no csósi (tartalék szaké hordozó/áll/)
- Szanpó (szaké hordozó/ül/)
- Nagae no csósi (szaké hordozó/áll/)

### Harmadik szint
Ezen az állványon öt férfi zenész áll. Az énekesen kívül, aki egy legyezőt tart kezében, mindenki más hangszert tart. Balról jobbra (még mindig a néző szemszögéből)
- Ülő dobos taiko dobbal
- Álló dobos ocuzumi dobbal

- Álló dobos kocozumi dobbal

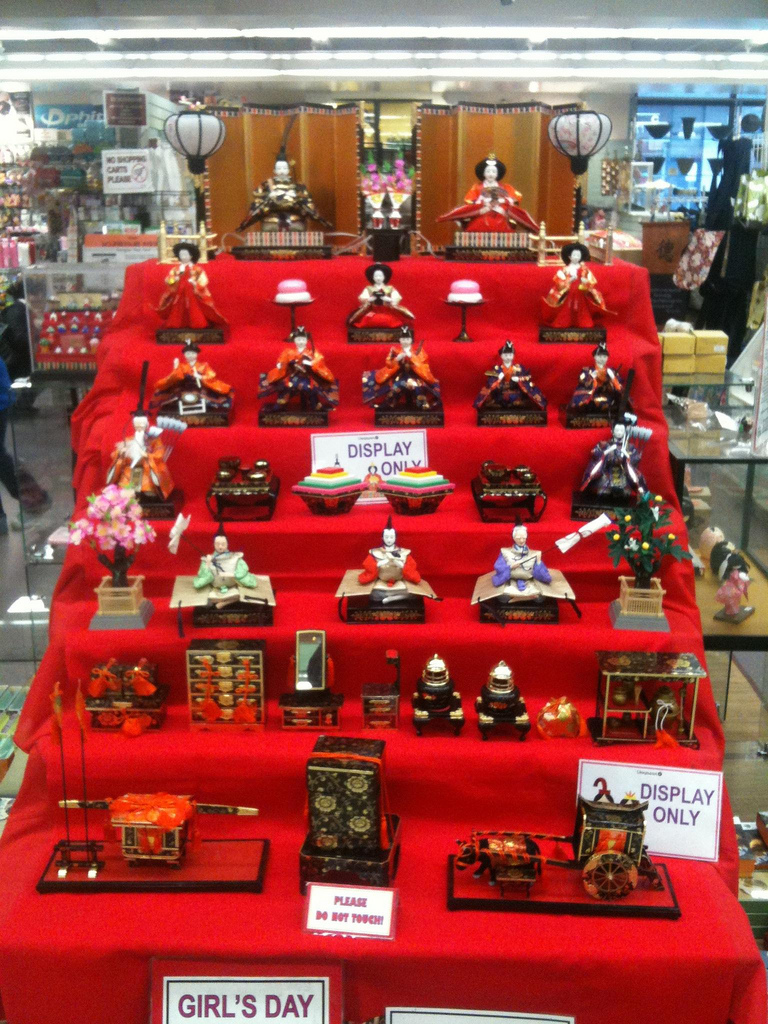
Egy teljes szett

- Ülő zenész kezében fue (fuvola) látható vagy jokobue (rézsútos fuvola)
- Énekes (utaikata) kezében szenszu (japán összecsukható legyező) látható.

### Negyedik szint
A negyedik állványon két minisztert (daidzsin) látható, akik íjat és nyilat tartanak.
- Udaidzsin: A Jobb Minisztere bal oldalon látható a néző szemszögéből.
- Szadaidzsin: A Bal Minisztere, akinek hosszú fehér szakálla van, ő a régi japán feljebbvaló bíróság vezetője és ő az öregebb a két miniszter közül.Általában láthatunk még két asztalt (ozen) a miniszterek között, amik rombusz alakú állványocskák rajtuk rombusz alakú rizs tortácskákkal. Ez az étel a Hinamacuri jellegzetes édessége.

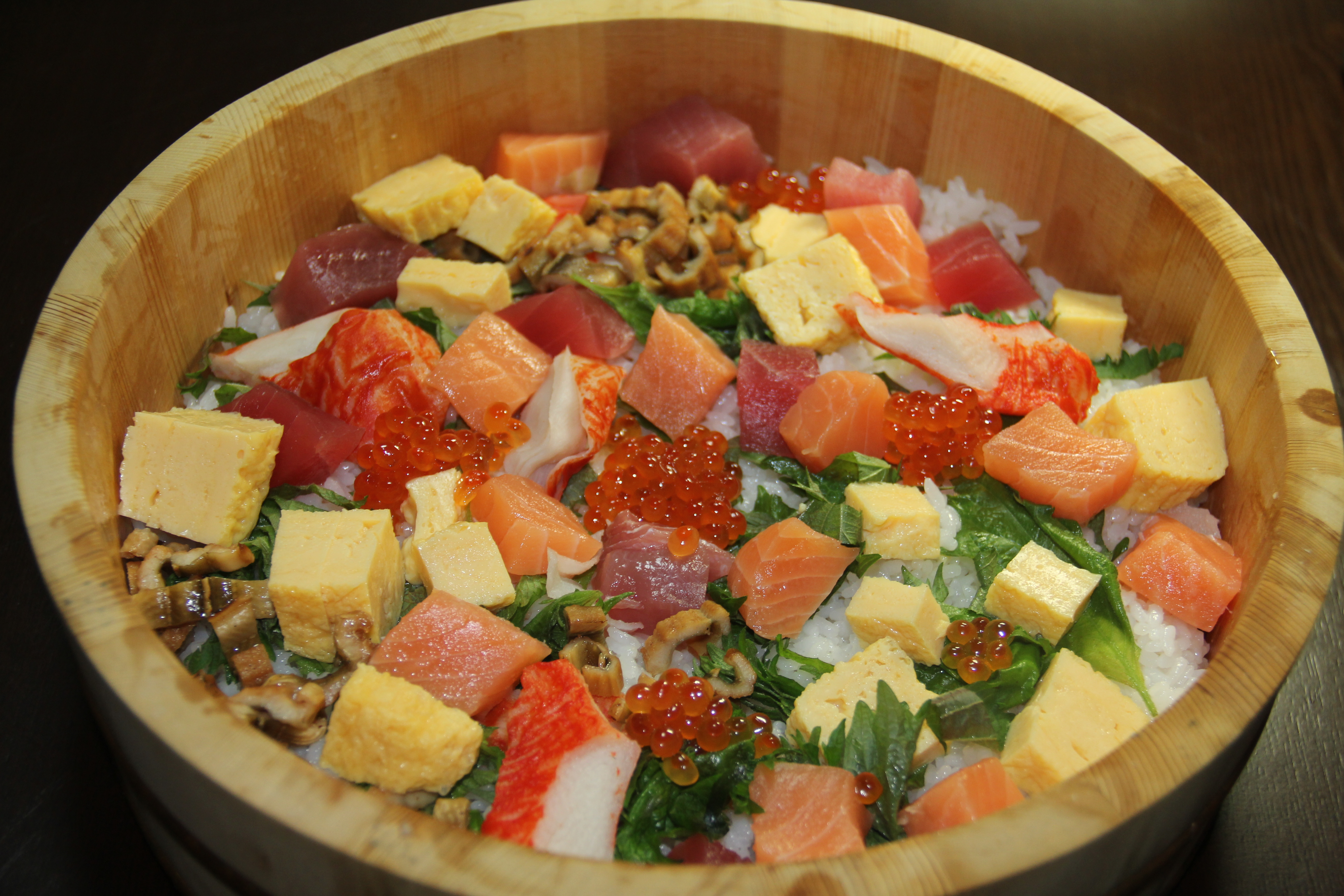
Csirasi zusi, az ünnephez köthető étel

### Ötödik szint
A császár és a császárné három férfi pártfogója található meg itt. Balról jobbra (a néző szemszögéből)
- Nakidzsógo (a siránkozó)
- Okoridzsogo (a civakodó)
- Varaidzsogo (a vidám)

### Hatodik szint
A hatodik szinten olyan miniatűr dolgok találhatók, amikkel a császári palotában is találkozhatunk.
- Kjodai (kisméretű komód tükörrel a tetején)
- Tanszu (komód)
- Nagamocsi (hosszú ládika, amit kimonótárolásra használnak)
- Haszamibako (ruhatárolásra használt doboz, amit a nagamochi tetején tartanak)
- daiszu (teaszertartáshoz használt eszközök)
- Haribako (varrókészlet doboz)
- Hibacsi (két parázstartó)

### Hetedik szint
Ez a legalsó szint, itt olyan tárgyak találhatóak meg, amik a császári palotán kívül találhatóak meg. Néhány példa közülük:
- Dzsubako (többrétegesen lakkozott ételdoboz)
- Gosoguruma (ökörrel húzott kocsi)
- Gokago (gyaloghintó)

## Gyűjtők
Ezek a babák különféle alkategóriákba sorolhatóak. Ezek közül két kiemelkedő: a hana ningjó és a musa ningjó. Ezeken túl vannak még a kiállított babák, úgy, mint a szagu ningjó, a goso ningjó és az iso ningjó. A gyűjtők megkülönböztetik a babákat aszerint is, hogy milyen anyagból készültek. Ennek alapján vannak a fából készült babák a kamo ningjó, és nara ningjó, és az agyagból készültek, a fusimi ningjó és hakata ningjó. Nyugaton egyre népszerűbb lett az ilyen babák gyűjtése. Nyugati gyűjtők közül kiemelkedik James Tissot (1832-1902), Jules Adeline (1845-1909) Eloise Thomas (1907-1982) és Samuel Pryor (1898-1985). James Tissot vallástörténeti festő volt. 1862-ben miután részt vett a London Kiállításon, a japán művészet felé fordult. Az 1860-as éves idején az egyik legjelentősebb gyűjtőnek számított Párizsban. A gyűjteményébe tartoztak koszode-stílusú kimonók, festmények, bronz, kerámia, és számos bijan ningjó, amik Edo-kori babák voltak. Adeline szintén művész volt és karrierje során rengeteg alkotást halmozott fel. Úgy is ismert, mint „Mikika.” Leginkább a metszeteiről híres, és megkapta a becsületrend keresztjét a Le Parvis Notre-Dame című műért. Tissot-val ellentétben Adeline-t elismerték valódi gyűjtőként.
A Meiji korszak idején három férfi lett úttörő a babák gyűjtésében. Kurihara Szokocu (1851-1913), Nisizava Szenko (1864–1914) és Cuboi Sogoro (1863–1913). Úgy nevezték őket, mint a „Gangu Szan Kecu” vagyis „A három nagy játékgyűjtő.” Azért gyűjtöttek babákat, hogy megőrizhessék és dokumentálhassák a különféle formáikat. Simizu Szeifu művész és kalligráfus, aki művészi képességeit arra használta, hogy egy olyan katalógust állít össze, ami szemlélteti 440 darabból álló babagyűjteményét. A Katalógus 1891-ben „Unai no Tomo” címmel lett publikálva. Nisizava Szenko, bankár, szintén jelentős gyűjteményt halmozott fel. Kutató, babákról gyűjtött dokumentumokat és különböző adatokat az Edo-kor idejéből. A fia megörökölte a gyűjteményét de ezeknek a legnagyobb része elveszett az 1923-as Kantói földrengésben. Cuboi Sogoro, hármójuk közül a legképzettebb, antropológia professzorként tudományos elemet is vitt a babagyűjtésbe. Ezek a babák a japán kultúra részei és még a mai napig is gyűjtik őket. Sok gyűjteményt múzeumokban őriznek, például a Kiotói Nemzeti Múzeumban vagy a Jodoko Vendégházban.

## Fordítás
Ez a szócikk részben vagy egészben  a   Hinamatsuri című angol Wikipédia-szócikk fordításán alapul.  Az eredeti cikk szerkesztőit annak laptörténete sorolja fel. Ez a jelzés csupán a megfogalmazás eredetét és a szerzői jogokat jelzi, nem szolgál a cikkben szereplő információk forrásmegjelöléseként.